# Élodie Bradford
Pour les articles homonymes, voir Bradford (homonymie).
Élodie Bradford est une série télévisée française en cinq téléfilms de 90 minutes créée par Lionel Bailliu et diffusée entre le 20 octobre 2004 et le 9 février 2007 sur M6.

## Synopsis
Cette série met en scène Élodie Bradford, une officière de police « glamour » et gaffeuse.

## Distribution

### Acteurs principaux
- Armelle Deutsch : Élodie Bradford
- Valérie Decobert : Sabrina (meilleure amie d’Élodie)
- Pierre Laplace : Robert Grisou
- Jean-Pierre Malignon : Faucheux

### Acteurs secondaires
- Philippe Lefebvre : Sébastien Auger (épisode 1)
- Anthony Delon : Antoine Morfaux (épisode 1)
- Monalisa Basarab : Olga (épisode 1)
- Frédéric Diefenthal : Julien Lemaître (épisode 2)
- Éric Savin : Didier Delka (épisode 2)
- Vincent Desagnat : Fabrice Saintange (épisode 3)
- Thomas Jouannet : Sébastien Fondant (épisode 3)
- Jean-Pierre Michaël : Nicolas (épisode 4)
- Didier Bezace : Bertrand Larchet (épisode 4)
- Nicolas Gob : Eric (épisode 4)
- Raphaël Personnaz (épisode 4)
- Philippe Bas : Damien Moreno (épisode 5)
- Micky Sébastian : Marie-France Delort (épisode 5)

## Épisodes
| N° | Titre                               | Réalisation      | Scénario                     | Première diffusion |
| -- | ----------------------------------- | ---------------- | ---------------------------- | ------------------ |
| 1  | Pilote                              | Lionel Bailliu   | Lionel Bailliu               | 20 octobre 2004    |
| 2  | Les crimes étaient presque parfaits | Régis Musset     | Lionel Bailliu               | 7 septembre 2005   |
| 3  | Un ami pour Élodie                  | Laurent Carcélès | Claude Scasso Lionel Bailliu | 7 décembre 2005    |
| 4  | Intouchables                        | Régis Musset     | Céline Guyot Martin Guyot    | 22 novembre 2006   |
| 5  | Une femme à la mer                  | Olivier Guignard | Simon Jablonka               | 9 février 2007     |

## Récompenses
- Festival international du film de télévision de Luchon 2007 : Grand prix de la série pour l'épisode Une femme à la mer